# Sociedade União 1° Dezembro
Maillots
1º Dezembro (nom complet : Sociedade União 1º Dezembro) est un club de football féminin situé à Sintra au Portugal. Le club  fondé en 1880 est le plus titré en championnat du Portugal après son dernier titre en 2012 commence le déclin qui conduit à l'arrêt de la section féminine en 2014.

## Histoire
Le club est fondé le 1er décembre 1880, principalement axé sur des activités culturelles. En 1935 apparaissent les premières activités sportives dont le football. En 1938 l'équipe de football est enregistrée à la fédération et participe au championnat régional de l'Associação de Futebol de Lisboa.
Le 1º Dezembro s'est fait connaître principalement grâce à son équipe de football féminin créée en 1994, et remporte son premier titre de Championne du Portugal en 2000, puis onze fois d'affilée de 2002 à 2012. C'est à l'heure actuelle (2020), le record de championnats gagnés. Le club détient aussi le record de victoire en Coupe du Portugal, soit 7 titres. L'União 1° Dezembro, participe à la Ligue des champions féminine de l'UEFA de 2002 à 2013, mais ne franchira jamais le premier tour de qualification.
Le 6 février 2011, le club réalise l'exploit de jouer son 100e matchs sans défaite en remportant la victoire (3-0) sur l'União Recreativa Cadima. En effet ces dernières n'ont pas perdu une rencontre (95 victoires, 5 nuls) depuis la saison 2005/2006, le 14 mai 2006, après une défaite 3 à 2 face au Boavista Futebol Clube.
Après son dernier titre en 2012, l'équipe féminine décline et arrête son activité après la relégation en 2014.

### Dates clés
- 1994 : Création de la section féminine
- 1994 : 1er match officiel de la section en Championnat du Portugal de football féminin
- 1996 : Vice-champion du Campeonato Nacional Feminino
- 1997 : Vice-champion du Campeonato Nacional Feminino
- 2000 : 1er titre de Champion du Portugal du Campeonato Nacional Feminino
- 2001 : Vice-champion du Campeonato Nacional Feminino
- 2002 : 2e titre de Champion du Portugal du Campeonato Nacional Feminino
- 2002 : 1re participation à la Coupe de l'UEFA
- 2003 : 3e titre de Champion du Portugal du Campeonato Nacional Feminino
- 2003 : 2e participation à la Coupe de l'UEFA
- 2004 : 1er doublé : Campeonato Nacional Feminino-Taça de Portugal
- 2004 : 3e participation à la Coupe de l'UEFA
- 2005 : 5e titre de Champion du Portugal du Campeonato Nacional Feminino
- 2005 : 4e participation à la Coupe de l'UEFA
- 2006 : 2e doublé : Campeonato Nacional Feminino-Taça de Portugal
- 2006 : 5e participation à la Coupe de l'UEFA
- 2007 : 3e doublé : Campeonato Nacional Feminino-Taça de Portugal
- 2007 : 6e participation à la Coupe de l'UEFA
- 2008 : 4e doublé : Campeonato Nacional Feminino-Taça de Portugal
- 2008 : 7e participation à la Coupe de l'UEFA
- 2009 : 9e titre de Champion du Portugal du Campeonato Nacional Feminino
- 2009 : 1re participation à la Ligue des champions
- 2010 : 5e doublé : Campeonato Nacional Feminino-Taça de Portugal
- 2010 : 2e participation à la Ligue des champions
- 2011 : 6e doublé : Campeonato Nacional Feminino-Taça de Portugal
- 2011 : 3e participation à la Ligue des champions
- 2012 : 7e doublé : Campeonato Nacional Feminino-Taça de Portugal
- 2012 : 4e participation à la Ligue des champions
- 2014 : Relégation en II° Divisão Feminina
- 2014 : Arrêt de la section féminine

## Résultats sportifs

### Palmarès
Le palmarès de l'União 1° Dezembro compte principalement douze championnats et 7 coupes du Portugal.
Le 1° Dezembro remporte son premier trophée en 2000. En 2012, il remporte ses dernières  compétitions (coupe-championnat), avant que la section féminine soit arrêtée. 
Malgré onze participation en coupes européennes, le club ne dépasse jamais la phase de groupes ou de qualification.
| Compétitions nationales | Compétitions internationales | Compétitions régionales                           |
| - Championnat du Portugal (12) - Champion : 1999-00, 2001-02, 2002-03, 2003-04, 2004-05, 2005-06, 2006-07, 2007-08,2008-09, 2009-10, 2010-11, 2011-12. - Vice-champion : 1995-96, 1996-97, 2000-01. - Coupe du Portugal (7) - Vainqueur : 2003-04, 2005-06, 2006-07, 2007-08, 2009-10, 2010-11, 2011-12, | - Coupe de l'UEFA (0) - Meilleure performance : Phase de groupes (2002-03, 2003-2004, 2004-05, 2005-2006, 2006-07, 2007-08, 2008-09) - Ligue des champions (0) - Meilleure performance : Phase de qualification (2009-10, 2010-11, 2011-12, 2012-13) | - Championnat de l'AF Lisbonne (?) - Champion : ? |

### Bilan saison par saison
Le tableau suivant retrace le parcours du club depuis la création du Campeonato Nacional en 1985.
| Édition   | Division 1                   | Division 2                                                | Divisions régionales         | Coupe du Portugal            | Supercoupe du Portugal       | Coupe de la Ligue             | Coupes Européennes                         |
| 1985-1986 | -                            | Championnat inexistant                                    | -                            | Coupe inexistante            | Supercoupe inexistante       | Coupe de la Ligue inexistante | Coupes Européennes inexistantes            |
| 1986-1987 | -                            | Championnat inexistant                                    | -                            | Coupe inexistante            | Supercoupe inexistante       | Coupe de la Ligue inexistante | Coupes Européennes inexistantes            |
| 1987-1988 | -                            | Championnat inexistant                                    | -                            | Coupe inexistante            | Supercoupe inexistante       | Coupe de la Ligue inexistante | Coupes Européennes inexistantes            |
| 1988-1989 | -                            | Championnat inexistant                                    | -                            | Coupe inexistante            | Supercoupe inexistante       | Coupe de la Ligue inexistante | Coupes Européennes inexistantes            |
| 1989-1990 | -                            | Championnat inexistant                                    | -                            | Coupe inexistante            | Supercoupe inexistante       | Coupe de la Ligue inexistante | Coupes Européennes inexistantes            |
| 1990-1991 | -                            | Championnat inexistant                                    | -                            | Coupe inexistante            | Supercoupe inexistante       | Coupe de la Ligue inexistante | Coupes Européennes inexistantes            |
| 1991-1992 | -                            | Championnat inexistant                                    | -                            | Coupe inexistante            | Supercoupe inexistante       | Coupe de la Ligue inexistante | Coupes Européennes inexistantes            |
| 1992-1993 | -                            | Championnat inexistant                                    | -                            | Coupe inexistante            | Supercoupe inexistante       | Coupe de la Ligue inexistante | Coupes Européennes inexistantes            |
| 1993-1994 | -                            | Championnat inexistant                                    | -                            | Coupe inexistante            | Supercoupe inexistante       | Coupe de la Ligue inexistante | Coupes Européennes inexistantes            |
| 1994-1995 | 3e                           | Championnat inexistant                                    | -                            | Coupe inexistante            | Supercoupe inexistante       | Coupe de la Ligue inexistante | Coupes Européennes inexistantes            |
| 1995-1996 | 2e                           | Championnat inexistant                                    | -                            | Coupe inexistante            | Supercoupe inexistante       | Coupe de la Ligue inexistante | Coupes Européennes inexistantes            |
| 1996-1997 | 2e                           | Championnat inexistant                                    | -                            | Coupe inexistante            | Supercoupe inexistante       | Coupe de la Ligue inexistante | Coupes Européennes inexistantes            |
| 1997-1998 | 3e                           | Championnat inexistant                                    | -                            | Coupe inexistante            | Supercoupe inexistante       | Coupe de la Ligue inexistante | Coupes Européennes inexistantes            |
| 1998-1999 | 3e                           | Championnat inexistant                                    | -                            | Coupe inexistante            | Supercoupe inexistante       | Coupe de la Ligue inexistante | Coupes Européennes inexistantes            |
| 1999-2000 | Vainqueur                    | Championnat inexistant                                    | -                            | Coupe inexistante            | Supercoupe inexistante       | Coupe de la Ligue inexistante | Coupes Européennes inexistantes            |
| 2000-2001 | 2e                           | Championnat inexistant                                    | -                            | Coupe inexistante            | Supercoupe inexistante       | Coupe de la Ligue inexistante | Coupes Européennes inexistantes            |
| 2001-2002 | Vainqueur                    | Championnat inexistant                                    | -                            | Coupe inexistante            | Supercoupe inexistante       | Coupe de la Ligue inexistante | Coupes Européennes inexistantes            |
| 2002-2003 | Vainqueur                    | Championnat inexistant                                    | -                            | Coupe inexistante            | Supercoupe inexistante       | Coupe de la Ligue inexistante | Phase de groupe Coupe de l'UEFA            |
| 2003-2004 | Vainqueur                    | Championnat inexistant                                    | -                            | Vainqueur                    | Supercoupe inexistante       | Coupe de la Ligue inexistante | Phase de groupe Coupe de l'UEFA            |
| 2004-2005 | Vainqueur                    | Championnat inexistant                                    | -                            | -                            | Supercoupe inexistante       | Coupe de la Ligue inexistante | Phase de groupe Coupe de l'UEFA            |
| 2005-2006 | Vainqueur                    | -                                                         | -                            | Vainqueur                    | Supercoupe inexistante       | Coupe de la Ligue inexistante | Phase de groupe Coupe de l'UEFA            |
| 2006-2007 | Vainqueur                    | -                                                         | -                            | Vainqueur                    | Supercoupe inexistante       | Coupe de la Ligue inexistante | Phase de groupe Coupe de l'UEFA            |
| 2007-2008 | Vainqueur                    | -                                                         | -                            | Vainqueur                    | Supercoupe inexistante       | Coupe de la Ligue inexistante | Phase de groupe Coupe de l'UEFA            |
| 2008-2009 | Vainqueur                    | -                                                         | -                            | -                            | Supercoupe inexistante       | Coupe de la Ligue inexistante | Phase de groupe Coupe de l'UEFA            |
| 2009-2010 | Vainqueur                    | -                                                         | -                            | Vainqueur                    | Supercoupe inexistante       | Coupe de la Ligue inexistante | Phase de qualification Ligue des champions |
| 2010-2011 | Vainqueur                    | 4e Serie C Taça Nacional Feminina de Promoção             | -                            | Vainqueur                    | Supercoupe inexistante       | Coupe de la Ligue inexistante | Phase de qualification Ligue des champions |
| 2011-2012 | Vainqueur                    | 1er Série C Taça Nacional Feminina de Promoção            | -                            | Vainqueur                    | Supercoupe inexistante       | Coupe de la Ligue inexistante | Phase de qualification Ligue des champions |
| 2012-2013 | 3e                           | Vainqueur Taça Nacional Feminina de Promoção Phase finale | -                            | 1/4 de finale                | Supercoupe inexistante       | Coupe de la Ligue inexistante | Phase de qualification Ligue des champions |
| 2013-2014 | 6e Championnat de relégation | -                                                         | -                            | 1/4 de finale                | Supercoupe inexistante       | Coupe de la Ligue inexistante | -                                          |
| 2014-2015 | Arrêt de la section féminine | Arrêt de la section féminine                              | Arrêt de la section féminine | Arrêt de la section féminine | Arrêt de la section féminine | Arrêt de la section féminine  | Arrêt de la section féminine               |

## Personnalités du club

### Joueuses championnes du Portugal
Sur les douze titres remportés par la Sociedade União 1° Dezembro, seule Carla Couto, a participé à toutes ces victoires.

### Entraîneurs
| Entraîneurs années 1994 - 1999 | Entraîneurs années 2000 - 2009 | Entraîneurs années 2010 - 2014 |
|                                | - 2000-2003 : Francisco Remédios - 2005-2006 : Graça Simões - 2006-2008 : Helena Costa - 2008 : Helena Bento - 2009-2010 : Mário Jorge | - 2010-2014 : Nuno Cristóvão   |